# لیورپول (تگزاس)
لیورپول، تگزاس (به انگلیسی: Liverpool, Texas) یک سکونتگاه مسکونی در ایالات متحده آمریکا با جمعیت ۴۰۴ نفر است که در شهرستان برازوریا، تگزاس واقع شده‌است.

## موقعیت جغرافیایی
موقعیت جغرافیایی شهرها و مناطق اطراف به شرح زیر است: